# Acropiesta radiatula
Acropiesta radiatula är en stekelart som först beskrevs av Thomson 1858.  Acropiesta radiatula ingår i släktet Acropiesta, och familjen hyllhornsteklar. Arten är reproducerande i Sverige.